# Centros de Cultura Indígena de Sonora
Los Centros de Cultura Indígena de Sonora, ubicados en la mayoría de las regiones pertenecientes a los pueblos originarios de Sonora, son espacios de capacitación, difusión e investigación de sus culturas tradicionales, siendo sitios que cuentan con área de exhibición etnográfica, de consulta de información, para realización de talleres, así como para el desempeño de labores investigativas y administrativas propias. La red de centros comprende las regiones yoeme o yaqui, yoreme o mayo, comcáac o seri, makurawe o guarijío y, de forma indirecta, kuapak o cucapá.

## Historia
Los Centros de Cultura Indígena de Sonora fueron creados por acuerdo entre la Dirección General de Culturas Populares (DGCP) de la Secretaría de Educación Pública y las autoridades tradicionales de las comunidades a lo largo de la década de 1980, principalmente. En su primera etapa, a partir del año de 1983, se realizaron las gestiones necesarias para el establecimiento de la Unidad Regional Sonora tanto con autoridades de los distintos niveles de gobierno, principalmente con el gobernador Samuel Ocaña García (1979-1985), como con las autoridades tradicionales de los pueblos originarios con los que se habría de trabajar. Se formó un cuerpo de profesionales dedicados a la implementación de las cuatro líneas de trabajo de la dependencia federal: promoción, investigación, difusión y capacitación culturales, y posteriormente se creó la infraestructura de la institución en la región, consistente en oficinas en Hermosillo, así como en el sistema de Centros de Cultura en comunidades indígenas. En esta etapa, el cargo de Jefe de Unidad correspondió al antropólogo Ricardo María Garibay, y posteriormente al comunicólogo Alejandro Aguilar Zéleny y al lingüista Macximiliano Muñoz Orozco, fungiendo el primero como gestor inicial tanto a nivel institucional como comunitario, cuando la Unidad Regional aún no contaba con instalaciones propias. Para ocuparse de las labores de los Centros se capacitó como Promotores Culturales a jóvenes miembros de las comunidades, recibiendo formación en el Estado de México, en Hermosillo y en sus propias comunidades, ingresando así a la planta laboral de la DGCP, que en el año de 1988 se incorporó al Consejo Nacional para la Cultura y las Artes.
El Centro de Culturas Populares e Indígenas de Cajeme, ubicado en Ciudad Obregón, inició sus actividades en el año de 1998, dotando de un nuevo espacio a la oficinas de Culturas Populares que ya se encontraba en esta ciudad desde la década de 1980, como coordinación de las labores en las regiones yaqui, mayo y guarijío, correspondiendo esta labor a la socióloga Trinidad Ruiz Ruiz. Su apertura fue posible gracias a la coordinación entre la dependencia y el Ayuntamiento de Cajeme, el cual aportó el espacio inmueble, siendo éste una sección del Gimnasio Municipal. 
El Centro Cultural "Sipá y Komat" forma parte del Plan de Revitalización de la Cultura Tradicional Cucapá, concebido en 1998 de manera conjunta entre la Unidad Regional Sonora de Culturas Populares y la autoridad tradicional de la etnia, representada por el señor Nicolás Wilson Tambo, y formulado por el Mtro. Tonatiuh Castro Silva, investigador de la institución. Su realización fue posible con recursos tanto del Gobierno Federal, como del Gobierno del Estado de Sonora, a través de su Dirección de Asuntos Indígenas –después renombrada CAPIS, y luego CEDIS, en posteriores administraciones estatales–, en cuanto a su edificación, y equipándose con recursos de los programas PACMYC y PRODICI, de Culturas Populares. La construcción del Centro inició en el año 2001, y fue inaugurado en marzo de 2011, durante el Encuentro de las Naciones Cucapá.
En el año de 1999 se firmó un Convenio de Descentralización entre la DGCP y el gobierno estatal, representado por el Instituto Sonorense de Cultura (ISC). En 2004, al concluir el periodo de comodato por el cual la Unidad Regional Sonora ocupaba el inmueble de sus oficinas centrales –identificado como Casa Hoeffer o Museo de Culturas Populares e Indígenas de Sonora–, éste y la Unidad Regional Sonora en su conjunto se incorporaron en lo operativo al Instituto Sonorense de Cultura.

## Labores
Los Centros de Cultura Indígena de Sonora organizan y ofrecen talleres dirigidos a los miembros de sus comunidades en los campos de lengua materna, música tradicional, artesanía, entre otras manifestaciones de la cultura material e inmaterial. También cuentan con colecciones etnográficas y fotográficas permanentes y presentan de forma temporal exposiciones sobre las tradiciones y costumbres, generalmente, de las propias comunidades. Cuentan con un acervo básico de información especializada en temas de antropología, historia, entre otras temáticas relacionadas con sus líneas de trabajo. En sus espacios, tanto interiores como en exterior, se realizan encuentros de análisis de lenguas indígenas y de músicos, principalmente.

## Red de Centros
Centro de Culturas Populares e Indígenas de Cajeme, Ciudad Obregón, Cajeme (1998).
Centro de Cultura Yaqui "Capitán Santiago Valencia Amarillas", Loma de Guamúchil, Cajeme (1983).
Centro de Cultura Yaqui "Capitán Manuel Molina León", Tórim, Guaymas (1983).
Centro de Cultura Yaqui "Capitán Juan María Santeamea", Pótam, Guaymas (1983).
Centro de Cultura Yaqui "Gral. Ignacio Mori Seamo", Belém (Pitahaya), Guaymas (1983).
Centro de Cultura Yaqui "José Bacasegua Seamo", Ráhum, Guaymas (1983).
Centro de Cultura Yaqui "Jesús Quintero Valencia", Huírivis, Guaymas (1983).
Centro de Cultura Mayo "Blas Mazo", Júpare, Huatabampo (1986)
Centro de Cultura Mayo "Francisco Mumulmea Zazueta", Buaysiacobe, Etchojoa (1988)
Centro de Cultura Seri "Coyote Iguana", Punta Chueca, Hermosillo (1985).
Centro de Cultura Seri "Chico Romero", Desemboque de los Seris, Pitiquito (1986).
Centro de Cultura Guarijío "José Zazueta Yoquivo", Mesa Colorada, Álamos (1990).
Centro de Cultura Cucapá "Sipá y Komat", Pozas de Arvizu, San Luis Río Colorado (2011).